# Vila Marchi u Hvaru
Vila Marchi u gradiću Hvaru, Kroz Burak 63, predstavlja zaštićeno kulturno dobro.

## Opis dobra
Neostilsku dvokatnicu s perivojem sredinom 19. stoljeća podigao je pomorski kapetan A. Vučetić koji se obogatio trgujući na Kineskom moru. Samostojeća građevina pravokutnog tlocrta s istaknutom središnjom osi glavnog, južnog, pročelja i betonskim ukrasima zaključena je četverovodnim krovom. Uz istočno pročelje je prigrađena terasa.

## Zaštita
Pod oznakom Z-6890 zavedena je pod vrstom "nepokretno kulturno dobro - pojedinačno", pravna statusa zaštićena kulturnog dobra, klasificirano kao "stambene građevine".